# Hugo Wiedeck
Hugo Wiedeck (* 18. Juli 1910 in Zabrze, Oberschlesien; † 21. Dezember 1973 in Herford) war ein deutscher Unternehmer und Politiker (CDU).

## Leben und Beruf
Nach dem Abitur 1929 am Humanistischen Gymnasium in Hindenburg O.S. trat Wiedeck in den kommunalen Verwaltungsdienst ein. Er absolvierte den vorbereitenden Dienst bei der Stadtverwaltung Hindenburg, besuchte zunächst die Verwaltungsschule in Oppeln und dann die Verwaltungshochschule in Breslau, an der er 1933 die Abschlussprüfungen bestand. Danach belegte er rechts- und staatswissenschaftliche Studiengänge. Er wurde zunächst Leiter der Rechtsabteilung der Verbandsgaswerke Oberschlesien Beuthen-Gleiwitz-Hindenburg und übernahm später die Leitung der Städtischen Betriebe Hindenburg. Von 1939 bis 1945 nahm er als Soldat am Zweiten Weltkrieg teil. Während des Krieges wurde er in Polen, Frankreich und Russland eingesetzt, zuletzt als Hauptmann. Als Kriegsbeschädigter geriet er in US-amerikanische Gefangenschaft, aus der er Ende 1945 entlassen wurde.
Wiedeck siedelte 1945 als Heimatvertriebener nach Westdeutschland über und ließ sich in Schötmar nieder. Hier war er als Geschäftsführer und Teilhaber einer Möbelfabrik tätig. Daneben schloss er sich dem Bundes vertriebener Deutscher (BvD) an und fungierte als Arbeitsrichter. Von 1956 bis 1975 war Wiedeck Bundesvorsitzender der Landsmannschaft der Oberschlesier.

## Partei
Zum 1. März 1937 trat Wiedeck der NSDAP bei (Mitgliedsnummer 3.887.982). 1946 schloss er sich der CDU an und wurde später in den Landesvorstand der CDU Westfalen-Lippe gewählt.

## Abgeordneter
Wiedeck war Ratsmitglied der Stadt Schötmar. Dem Deutschen Bundestag gehörte er von 1953 bis 1957 an. Er war über die Landesliste Nordrhein-Westfalen ins Parlament eingezogen.